# Brownfield
Brownfield és una població dels Estats Units a l'estat de Maine (EUA). Segons el cens del 2000 tenia 1.251 habitants.

## Demografia
Segons el cens del 2000, Brownfield tenia 1.251 habitants, 512 habitatges, i 352 famílies. La densitat de població era de 10,8 habitants per km².
Dels 512 habitatges en un 29,9% hi vivien nens de menys de 18 anys, en un 54,7% hi vivien parelles casades, en un 9% dones solteres, i en un 31,3% no eren unitats familiars. En el 22,9% dels habitatges hi vivien persones soles el 9% de les quals corresponia a persones de 65 anys o més que vivien soles. El nombre mitjà de persones vivint en cada habitatge era de 2,44 i el nombre mitjà de persones que vivien en cada família era de 2,86.
Per edats la població es repartia de la següent manera: un 23,7% tenia menys de 18 anys, un 6,2% entre 18 i 24, un 27,2% entre 25 i 44, un 29% de 45 a 60 i un 13,9% 65 anys o més.
L'edat mediana era de 41 anys. Per cada 100 dones de 18 o més anys hi havia 97,1 homes.
La renda mediana per habitatge era de 33.304 $ i la renda mediana per família de 39.886 $. Els homes tenien una renda mediana de 30.893 $ mentre que les dones 22.778 $. La renda per capita de la població era de 16.037 $. Entorn del 4,9% de les famílies i el 8,6% de la població estaven per davall del llindar de pobresa.